# Liste der Kulturdenkmäler in Kordel (Eifel)
In der Liste der Kulturdenkmäler in Kordel sind alle Kulturdenkmäler der rheinland-pfälzischen Ortsgemeinde Kordel einschließlich des Ortsteils Kimmlingen aufgeführt. Im Ortsteil Hochmark sind keine Kulturdenkmäler ausgewiesen. Grundlage ist die Denkmalliste des Landes Rheinland-Pfalz (Stand: 8. Februar 2023).

## Denkmalzonen
| Bezeichnung                    | Lage                                 | Baujahr         | Beschreibung | Bild                           |
| ------------------------------ | ------------------------------------ | --------------- | --- | ------------------------------ |
| Denkmalzone Burg Ramstein      | südlich des Ortes über der Kyll Lage | 14. Jahrhundert | Ruine der ehemaligen kurtrierischen Lehensburg, Burghaus aus dem 14. Jahrhundert, im Zweiten Weltkrieg schwer beschädigt, ehemaliges Hofhaus 1689 zerstört, 1786 neu gebaut, zugehörig im Südwesten am Standort der ehemaligen Zehntscheune ein Walmdachbau um 1930 | weitere Bilder Fotos hochladen |
| Denkmalzone Jüdischer Friedhof | am westlichen Ortsrand Lage          | 1900            | 1900 angelegt, umfriedetes Areal, vier Grabsteine ab 1914 und zahlreiche Fragmente | BW                             |

## Einzeldenkmäler
| Bezeichnung                         | Lage                                                                                       | Baujahr                   | Beschreibung | Bild                                    |
| ----------------------------------- | ------------------------------------------------------------------------------------------ | ------------------------- | --- | --------------------------------------- |
| Wohnhaus                            | Bahnhofstraße 13/15/17 Lage                                                                | um 1870                   | Eisenbahner-Wohnhaus der Eifelbahn, Rotsandsteinbau, um 1870                                                                     | Fotos hochladen                         |
| Bahnhof Kordel                      | Bahnhofstraße 19/19a Lage                                                                  | 1871                      | Typenbau der Eifelbahn, eineinhalbgeschossiger Rotsandsteinquaderbau, 1871                                                       | weitere Bilder Fotos hochladen          |
| Kriegerdenkmal und Friedhofskreuz   | Friedhofstraße, auf dem Friedhof Lage                                                      | 1920er Jahre              | Kriegerdenkmal, 1920er Jahre; Friedhofskreuz, 1923                                                                               | weitere Bilder Fotos hochladen          |
| Mielischhaus                        | Friedhofstraße 1 Lage                                                                      | 17. Jahrhundert           | ehemaliges kurfürstliches Haus; vierachsiger Putzbau, 17. Jahrhundert, Erneuerung 1733, Umbau 1843                               | Fotos hochladen                         |
| Wegekapelle                         | Friedhofstraße, vor Nr. 27 Lage                                                            | 1678                      | Wegekapelle, bezeichnet 1678 | weitere Bilder Fotos hochladen          |
| Katholische Pfarrkirche St. Amandus | Hauptstraße 30 Lage                                                                        | 1856/57                   | neugotischer Saalbau, 1856/57; zugehörig das Pfarrhaus, 1890, und der ehemalige Kirchhof, darin klassizistischer Grabstein, 1825 | weitere Bilder Fotos hochladen          |
| Wegekreuz                           | Im Kreuzfeld, bei Nr. 2 Lage                                                               | 1897                      | Altarkreuz, 1897 | Fotos hochladen                         |
| Mühle                               | Im Mühlenecken 15 Lage                                                                     | 1839                      | ehemalige Ölmühle; klassizistischer Krüppelwalmdachbau, bezeichnet 1839                                                          | Fotos hochladen                         |
| Wohnhaus                            | Im Städtchen 2 Lage                                                                        | 1889                      | Zwerchgiebelhaus, bezeichnet 1889, Umgestaltung um 1920                                                                          | Fotos hochladen                         |
| Wohnhaus                            | Im Städtchen 5 Lage                                                                        | um 1600                   | dreigeschossiger Putzbau, um 1600                                                                                                | Fotos hochladen                         |
| Reitzenmühle                        | Kimmlinger Straße 59 Lage                                                                  | 18. Jahrhundert           | Quereinhaus des 18. Jahrhunderts, Erneuerung bezeichnet 1804; bauliche Gesamtanlage                                              | Fotos hochladen                         |
| Alte Schule                         | Schulstraße 11 Lage                                                                        | 1877                      | historistischer Rotsandsteinquaderbau, 1877                                                                                      | Fotos hochladen                         |
| Wegekreuz                           | Wehrstraße, vor Nr. 2 Lage                                                                 | 1748                      | Steinkreuz, bezeichnet 1748 | BW                                      |
| Wegekreuz                           | nordöstlich des Ortes an der Kyll, nahe der Wüstung Winterbach                             | 1783                      | barockes Schaftkreuz, bezeichnet 1783                                                                                            | Direkt Bild zu diesem Denkmal hochladen |
| Furt                                | nordöstlich des Ortes bei der Wüstung Winterbach Lage                                      |                           | gepflasterte Furt durch die Kyll                                                                                                 | BW                                      |
| Klausnerhöhle Kauley                | nordwestlich des Ortes Lage                                                                | 18. Jahrhundert           | Felsklause, 18. Jahrhundert | weitere Bilder Fotos hochladen          |
| Klausenhöhle                        | südlich des Ortes und der Burg Ramstein Lage                                               |                           | Felsklause | BW                                      |
| Lohmühle                            | südwestlich des Ortes am Kimmlinger Bach Lage                                              |                           | mittelalterliche Felsenmühle | BW                                      |
| Wegekreuz                           | südwestlich des Ortes über dem Steilhang des Kimmlinger Bachs an der Gemarkungsgrenze Lage | 1610                      | Nischenkreuz, bezeichnet 1610 | Fotos hochladen                         |
| Marienkapelle                       | Kimmlingen, gegenüber Nr. 1 Lage                                                           | 1883/84                   | einachsiger neugotischer Putzbau, 1883/84                                                                                        | Fotos hochladen                         |
| Wegekreuz                           | Kimmlingen, bei Nr. 30 Lage                                                                | Ende des 17. Jahrhunderts | Schaftkreuz, Ende des 17. Jahrhunderts; im Nebengebäude der Kimmlinger Mühle                                                     | BW                                      |
| Bildstock                           | Kimmlingen, bei Nr. 32 Lage                                                                | 16. Jahrhundert           | Kreuzigungsbild, 16. Jahrhundert                                                                                                 | BW                                      |
| Wegekreuz                           | Kimmlingen, westlich des Ortes an der K 22 und nordöstlich des Kimmlinger Hofs Lage        | 1689                      | Balkenkreuz, bezeichnet 1689 | BW                                      |